# فيل باركس (لاعب كرة قدم)
فيل باركس (بالإنجليزية: Phil Parkes)‏ (14 يوليو 1947 بويست بروميتش في المملكة المتحدة - ) هو لاعب كرة قدم بريطاني في مركز حراسة المرمى. لعب مع سان خوسيه إيرثكويكس وفانكوفر وايتكابس ووولفرهامبتون واندررز وفانكوفر وايتكابس وسان خوزيه إيرث كويكس وتورونتو بليزارد وتورونتو بلِيزارد ‏ وOklahoma City Slickers ‏ ولوس أنجلوس وولفز وشيكاغو ستينغ وكانزاس سيتي سبورز ‏.

## وصلات خارجية
- فيل باركس على موقع قاعدة بيانات كرة القدم.إي يو (الإنجليزية)
- فيل باركس على موقع عالم كرة القدم.نت (الإنجليزية)